# Política de senhas

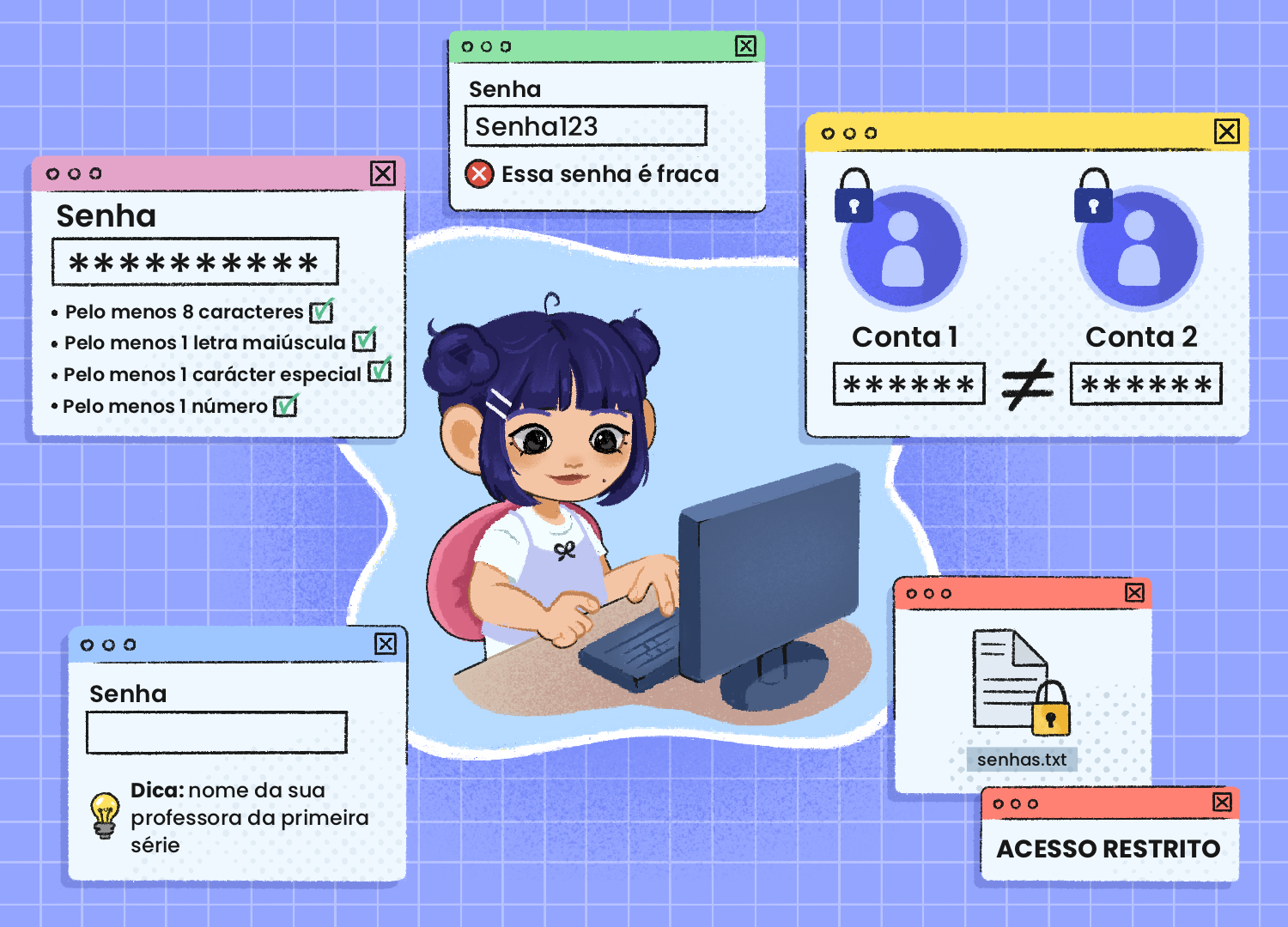
Uma política de senhas precisa se valer de critérios variados para produzir segurança na elaboração de uma senha.

A política de senha é um conjunto de regras destinadas a aumentar a segurança de computadores, através do incentivo para os usuários utilizarem senhas fortes e usá-las corretamente. A política de senha faz muitas vezes parte dos regulamentos oficiais da organização e pode ser ensinada como parte do treino de conscientização de segurança. A política de senhas pode ter tanto um carácter de precaução ou ser imposta por meios técnicos. Alguns governos têm estruturas de autenticação nacionais que definem os requisitos para a autenticação do usuário em serviços públicos, incluindo os requisitos para senhas.